# Camilla Hirsch
Camilla Hirsch geb. Wolf (4. Mai 1869 in Prag – 29. Juni 1948 in Lugano, im Schweizer Kanton Tessin) war eine der wenigen älteren Holocaustüberlebenden des deutschen Konzentrationslagers Theresienstadt. 2017 erschien ihr Tagebuch aus Theresienstadt.

## Leben und Werk
Ihre Eltern waren Josef Wolf und Julie geb. Pick. Sie hatte drei Geschwister, den älteren Bruder Siegfried (geb. am 19. Dezember 1867), die Schwester Irma (geb. 1871, jedoch als Zweijährige verstorben) und die jüngste Schwester Anna (geb. am 5. Juni 1881).
Camilla Hirsch lebte die meiste Zeit ihres Lebens in Wien. Sie heiratete Heinrich Frank (geb. am 9. September 1857). Das Paar hatte einen Sohn, Robert-Alexander (geb. am 30. Mai 1895 in Aszód), der später reisender Vertreter einer Schweizer Uhren- und Spieluhrenfirma wurde und Margarethe geb. Rusz heiratete. Camilla war unglücklich in ihrer Ehe, ließ sich scheiden und heiratete Anton-Abraham Hirsch. Wann ihr Ehemann starb, ist nicht bekannt. Laut Recherchen der Israelitischen Kultusgemeinde Wien war sie in den 1930er Jahren Inhaberin eines Schreibbüros in Wien und betätigte sich als Amateurschriftstellerin.
1942 wurde Camilla Hirsch in das Konzentrationslager Theresienstadt deportiert, auch Lager Theresienstadt bzw. Ghetto Theresienstadt genannt. Dies wurde von den deutschen Besatzern der Tschechoslowakei in Terezín, auf Deutsch Theresienstadt, früher eine Festungsstadt der Donaumonarchie, im November 1941 errichtet. Es war als Sammellager für Häftlingstransporte in die Auschwitz-Lager, vor allem in das Vernichtungslager Birkenau, ein wichtiger Teil des nationalsozialistischen Systems der Konzentrationslager. Gefangene, die aus dem Deutschen Reich dorthin deportiert wurden, wurden durch Heimeinkaufverträge in eine Art Altersheim über ihr Schicksal getäuscht. Schon im Mai 1942 waren mehr als 28.000 Juden aus der Tschechoslowakei von der Gestapo und der Wehrmacht dorthin deportiert worden und im September 1942 waren bereits über 58.000 Menschen in einem Ort interniert, der zuvor 7.000 Einwohner hatte. Von den mehr als 65.000 jüdischen Wienern, die in den „Osten“ deportiert wurden, überlebten nur wenig über 2.000.
Camilla Hirschs Theresienstädter Tagebuch beginnt am 10. Juli 1942 in Wien, an dem Tag, an dem sie von den Nationalsozialisten in Haft genommen und mit einem Lastwagen zu einem Sammelort gebracht wurde. Zu diesem Zeitpunkt war sie 73 Jahre alt. Anita Tarsi: „Das Tagebuch zeigt eine aktive, selbstbestimmte Frau, die sich der Verzweiflung nicht hingibt und trotz der vielen Schwierigkeiten, die sich ihr in den Weg stellen, weiterkämpft.“ Ihr Tagebuch ist eines der wenigen Dokumente, die das Leben älterer Menschen in Theresienstadt beschreiben. Der Text von Camilla Hirsch kreist vor allem um drei zentrale Themen, den ständigen Hunger und die verzweifelten Versuche, Nahrung zu organisieren, die stete Sorge um den Sohn und dessen Frau, die sich damals in Ungarn befanden, das konsequente Bemühen, trotz Unterernährung und katastrophaler hygienischer Verhältnisse möglichst gesund zu bleiben.
Während rund um sie Freunde und Bekannte verstarben schilderte Camilla Hirsch, wie sie sich Flöhen und Wanzen erwehrte und eine Reihe von Essenspaketen organisierte, die ihr und ihrer Freundin Mila das Überleben sicherten. Dennoch sei sie von 92 Kilogramm auf 46 abgemagert. Sie übernahm Schreibarbeiten in der Kanzlei und war eine Zeit lang Stellvertreterin eines Hausältesten, konnte so den Deportationen „nach Osten“ und der sicheren Ermordung entgehen. Im Februar 1945 nahm sie schließlich am Eisenbahntransport der 1200 teil, die von jüdischen Organisationen zum Preis von 1000 Dollar pro Kopf freigekauft und in die Schweiz überstellt wurden. Das Tagebuch endet mit dem 31. Dezember 1945, dem Tag an dem Camilla Hirsch endlich vom Überleben ihres Sohnes und dessen Frau erfuhr.
Die geplante Übersiedlung nach Haifa, zu ihrem Bruder Siegfried und dessen Frau Ida, war aus gesundheitlichen Gründen nicht mehr möglich. Ob sie ihren Sohn und ihre Schwiegertochter noch einmal sehen konnte, ist nicht bekannt.
Camilla Hirsch starb 1948 im Italienischen Krankenhaus (Ospedale Italiano) in Lugano-Viganello.

## Publikation
- Tagebuch aus Theresienstadt. Hrsg.: Beit Theresienstadt. Mit einem Vorwort von Ruth Elkabets und Miriam Prager und Beiträgen von Margalit Shlain und Anita Tarsi. Mandelbaum Verlag, Wien 2017, ISBN 978-3-85476-498-4.